# Темногірський край

Кінай
Східноморський край (Токай)
Східногірський край (Тосан)
Північноземний край (Хокуріку)
Темногірський край (Сан'їн)
Світлогірський край (Санйо)
Південноморський край (Нанкай)
Західноморський край (Сайкай)

Темногі́рський кра́й (яп. 山陰道, さんいんどう, МФА: [saĩiɴ doː]) — адміністративна одиниця найвищого рівня в Японії 8 — 19 століття. Один з семи країв. З 20 століття — назва однойменного регіону.
Інші назви — Темногір'я, регіо́н Сан'їн.

## Провінція
1. Провінція Івамі
2. Провінція Ідзумо
3. Провінція Інаба
4. Провінція Окі
5. Провінція Тадзіма
6. Провінція Тамба
7. Провінція Танґо
8. Провінція Хокі